# Montorfano (monte)
Il Montorfano (794 metri s.l.m.), anche conosciuto come Mont'Orfano, è un rilievo isolato situato nel comune di Mergozzo, nella provincia del Verbano-Cusio-Ossola, appartenente alle Alpi Lepontine (che si sviluppano a nord e ad est), poco lontano dalle Alpi Pennine (localizzate a sud e ad ovest).

## Caratteristiche

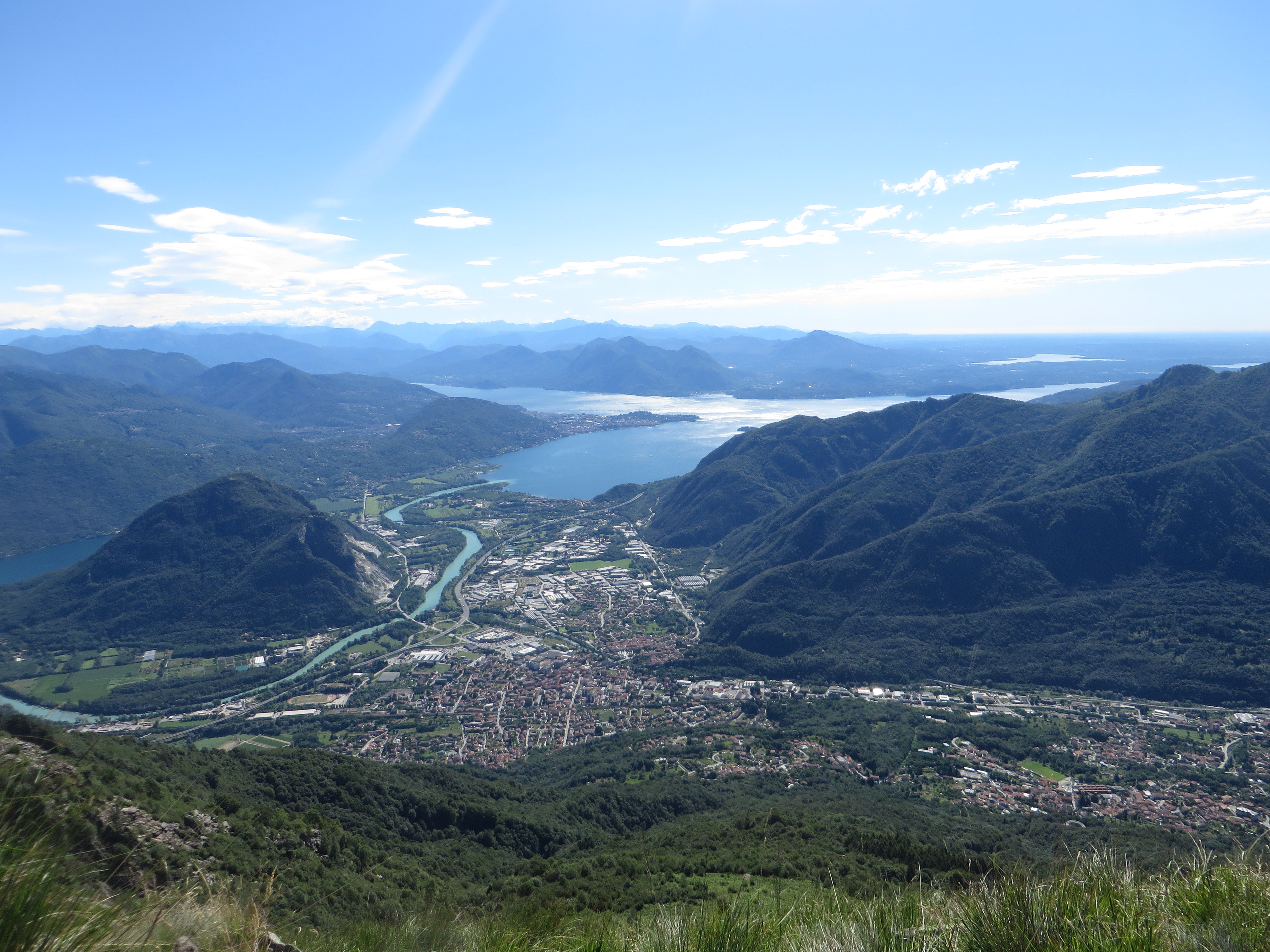
Il Montorfano visto dal Monte Cerano

La montagna è lo spartiacque fra Verbano, Cusio ed Ossola; rappresenta inoltre il termine fra Val Corcera e Val Grande, in quanto si presume che originariamente il Montorfano fosse in un unico sistema assieme al Mottarone (ossia nel Mergozzolo).
La particolarità principale è il fatto di essere isolato (da ciò deriva il suo nome) entro un'ampia ansa del fiume Toce all'imbocco della piana alluvionale che lo lambisce quasi interamente, solo il versante nord-orientale digrada nel lago di Mergozzo. Circondato di cime più elevate dalla sua vetta si ha un'ampia visuale verso la foce del Toce e il golfo Borromeo.

### Geologia ed attività estrattiva

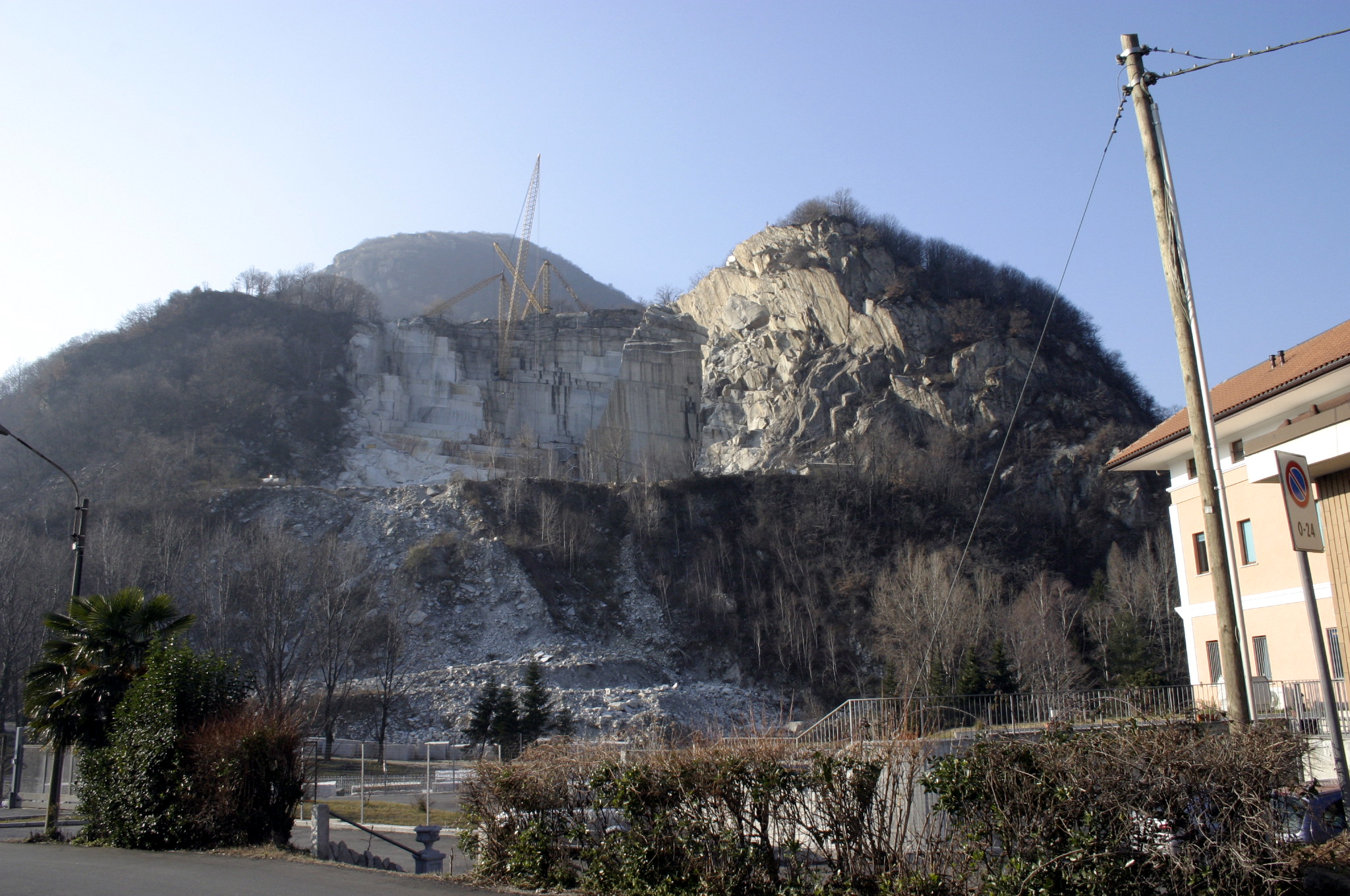
Una immagine delle cave

Geologicamente è formato da un enorme monolite di granito bianco e grigio chiaro con una piccola area, sul versante occidentale, di granito verde, insieme alle altre varietà di graniti presenti nell'area come quello di Baveno, di Granito bianco di Alzo, di Roccapietra e di Quarna, fa parte dei cosiddetti Graniti dei Laghi formati da affioramenti di roccia magmatica a carattere plutonico. Storicamente viene denominato Granito di Montorfano.
Questi affioramenti hanno subito l'erosione da parte del ghiacciaio ossolano pleistocenico che ricopriva completamente il Montorfano levigandone le rocce e lasciandone la sommità arrotondata e tuttora priva di vegetazione.
L'attività estrattiva risale almeno all'epoca di Gian Galeazzo Visconti che il 24 ottobre 1387 scrisse ai Deputati della Fabbrica del Duomo che per conto della Fabbrica della Chiesa maggiore della nostra città di Milano si possano cavare le pietre di cui si parla nella su riferita supplica, su beni di coloro dove dette pietre si trovano, il 21 agosto 1473 Galeazzo Maria Sforza rinnovò il privilegio di estrazione proibendo la vendita e l'uso commerciale delle pietre. La prima notizia di fornitura di colonne data 1506, quando 12 colonne di granito vennero fornite al Lazzaretto di Milano, all'epoca il termine usato per definire la pietra era "migliarolo" a causa del suo aspetto a granellini.
Nei primi anni del '900 le cave attive erano oltre trenta, le tracce di tanta attività si vedono ancora oggi, nei percorsi escursionistici si lambiscono cave dismesse, vie di lizza e discariche di materiali. Una cava dismessa, la cava "Cuzzi Peretti sotto la palude", è stata recuperata a fini museali e fa parte dell'Ecomuseo del Granito. 
L'uso della pietra è evidente in un grande numero di manufatti, dai muretti a secco fino all'edificazione di gradoni e recinzioni in lastre di pietra. L'edificio più notevole sul Montorfano è la Chiesa di San Giovanni Battista risalente al XII secolo ma costruita nel luogo dove sorgeva una chiesa più antica.
Durante la prima guerra mondiale il Montorfano faceva parte della Frontiera Nord, la cosiddetta Linea Cadorna nel settore Toce-Verbano; nei pressi della vetta sono ancora presente le casermette e l'edificio della polveriera.
Il Montorfano venne inserito come potenziale Patrimonio dell'Umanità nella candidatura Paesaggi lacustri del Lago Maggiore e del Lago d'Orta (01/06/2006).

## Area protetta

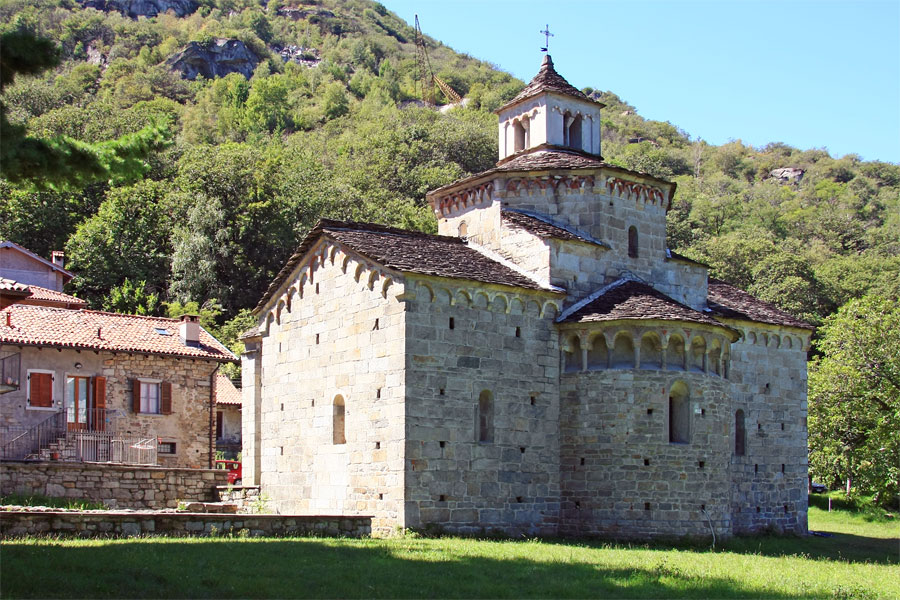
La chiesa di San Giovanni Battista

Il Montorfano è compreso nella zona di protezione speciale "Lago di Mergozzo e Mont'Orfano" che fa parte della rete Natura 2000, in particolare le pendici del rilievo sono zona di nidificazione per alcune specie di rapaci quali il gheppio, il   falco pellegrino e il gufo reale ma anche per altre specie come il corvo imperiale, il picchio muraiolo e il passero solitario.
I boschi sono prevalentemente costituiti da castagni e offrono ospitalità ad alcune specie di valore dal punto di vista conservazionistico come la passera mattugia, considerata vulnerabile e il luì bianco che è considerato in status di conservazione sfavorevole.

## Salita alla vetta
Si può salire sulla vetta partendo da Gravellona Toce, Verbania e Mergozzo.